# ادوبی آکروبات
ادوبی آکروبات (به انگلیسی: Adobe Acrobat) یک نرم‌افزار نشر رومیزی است که محصول شرکت ادوبی بوده و از استاندارد پی‌دی‌اف به عنوان بستر نگهداری و انتقال مستندات استفاده می‌کند. این نرم‌افزار برای اولین بار فرمت قابل حمل پی‌دی‌اف را حمایت کرد. ادوبی آکروبات که اکنون چند نسخه مختلف دارد، در نسخه‌های مختلف امکان بازکردن و خواندن، ویرایش و تغییر و تولید فایل‌های پی‌دی‌اف را فراهم می‌کند. نسخه‌ای از آن به نام ادوبی ریدر (به انگلیسی: Adobe Reader) که در گذشته آکروبات ریدر (به انگلیسی: Acrobat Reader) نام داشت به رایگان از وبگاه ادوبی قابل دریافت است و امکان خواندن و چاپ پرونده‌های پی‌دی‌اف را فراهم می‌کند.